# Napalm Records
Napalm Records är ett österrikiskt skivbolag som fokuserar på heavy, gothic, folk, viking och symfonisk metal, även om man också skriver kontrakt med death metal- och black metal-band.
Bolaget grundades 1992 av Markus Riedler.

## Artister
- Abigor
- Ahab
- Alestorm
- Arkona
- Battlelore
- Belphegor
- Beyond all Recognition
- Beseech
- Cavalera Conspiracy
- Dargaard
- Darkwell
- Diabulus in Musica
- Die Verbannten Kinder Evas
- Dominion III
- Draconian
- Edenbridge
- Elis
- F.K.Ü
- Fairyland
- Falkenbach
- Glittertind
- Gloryhammer
- Grave Digger
- Heidenreich
- Heidevolk
- Hollenthon
- Ice Ages
- In Battle
- Iron Fire
- Isole
- Kampfar
- Kontrust
- Korpiklaani
- Lacrimas Profundere
- Leaves' Eyes
- Lunatica
- Mehida
- Midnattsol
- Myriads
- Nemesea
- Nestor
- Nightmare
- Power Quest
- Saltatio Mortis
- Serenity
- Siebenbürgen
- Stream of Passion
- Stuck Mojo
- Summoning
- Svartsot
- The Sins of Thy Belove
- The Unguided
- Trail of Tears
- Týr
- Vesania
- Vintersorg
- Visions of Atlantis
- WeltenBrand